# Sixteen (banda)
Sixteen é uma banda polaca que foi fundada em 1997.  Renata Dąbkowska é líder da banda que representou a Polónia no Festival Eurovisão da Canção 1998. 
O seu álbum de estreia "Lawa" (Lava) foi lançado em 1997.
Nos finais de 1998, a banda tornou-se conhecida como  Seventeen e por vezes Sixteen-Seventeen.

## Sixteen noFestival Eurovisão da Canção
Sixteen representou a Polónia no  Festival Eurovisão da Canção 1998. A banda interpretou a canção  "To Takie Proste" em 9 de maio, em Birmingham, Reino Unido, terminando em 17.º lugar, entre 25 participantes.

## Membros da banda
- Renata Dąbkowska - voz
- Jarosław Pruszkowski - guitarra
- Janusz Witaszek - guitarra baixo
- Tomasz Stryczniewicz - percussões
- Mirosław Hoduń - teclados